# Bokhörnan
Bokhörnan var ett av de första litteraturprogrammen på TV och hade premiär i SVT 1960. Bokhörnan gästades av författare som Lars Ahlin, Eyvind Johnson, Gunnar Ekelöf, med flera. Det var till viss del lett av författaren Kai Henmark.

## Exempel
Ur intervju med Gunnar Ekelöf
- ”Denna kväll i Pháliron” (0:55), Bokhörnan, SVT, 1961
- ”Författarens uppgift är att utveckla människors hjärtan” (2:05), Bokhörnan, SVT, 1961